# 大衛·利馬
大衛·彼得·利馬 （Brian Henry Reimer，1965年8月22日—2004年5月5日），是一名加拿大男子，出生時性別為男性，與弟弟布萊恩（Brian）為一對同卵雙胞胎兄弟。大衛的陰莖在接受包皮切割手術時意外损伤致残。於是，在心理學家約翰·曼尼的建議之下，他的母親讓他進行了性別重置手術，把他當作女孩來撫養。這個案例後來被約翰·曼尼發表，並且在當時被視為相當成功的案例。人們認為這個案例是「性傾向可後天重塑」的重要證據。但之後，米爾頓·戴蒙報導利馬從他在9～11歲之後開始對女性這個身分產生排斥，並且從15歲之後開始以男性的身份生活。利馬公開了他的故事，來阻止類似的後天性別重塑行為。
2004年5月5日，大衛·彼得·利馬在憂鬱症、經濟困難和婚姻問題的影響下自殺。

## 生平
大衛·彼得·利馬誕生於加拿大曼尼托巴溫尼伯，出生時名叫布魯斯（Bruce），是雙胞胎中的長子 。而孿生弟弟則名為布萊恩（Brian）。兄弟兩個人在6個月大時，被醫生發現有包莖的現象，因此在7個月大時做了包皮切割手術。1966年4月27日，泌尿科醫生使用了非傳統的方法「燒灼法（cauterization）」。但在過程中出現了意外，布魯斯的陰莖被燒毀，且以當時的技術無法復原。醫生們選擇不為布萊恩進行手術，而布萊恩的包莖也在沒有手術的狀況下自行改善。布魯斯的父母考慮到孩子未來的身心發展以及失去陰莖後的性功能，帶他到巴爾的摩的約翰霍普金斯大學，拜訪約翰·曼尼先生。曼尼由於對雙性人的領域有所研究，成為在性別發展以及性別認同方面等領域相當著名的一位心理學家。曼尼是「性別中立理論」（theory of Gender Neutrality）的強力支持者。意即，孩童一出生心理並沒有什麼性別差異觀念，性別發展是受到後天的社會學習影響。利馬夫婦曾在加拿大電視節目《This Hour Has Seven Days》看過曼尼到論性別中立理論的專訪。他和一些心理學家在研究一群先天生殖器異常的孩童後，認為陰道的再造比起陰莖更有可能性（在當時，陰莖重建手術尚未發展）。因此，曼尼說服利馬夫婦將布魯斯當作一個女孩來撫養。於是，布魯斯在22個月大時進行了性別重置手術，切除了睪丸。就這樣，布魯斯從一名小男孩，被改造成為一名女孩，並改名為「布蘭達（Brenda）」。而約翰·曼尼則十年來每年固定訪視利馬家，提供持續的心理支持以及紀錄觀察結果。這個性別重置手術被心理學家認定為是一次驗證試社會學習理論的絕佳機會，因為：
- 第一，利馬兄弟為同卵雙胞胎，而其孿生弟弟布萊恩，與布魯斯具有相同的基因、相同的家庭環境，和相同的子宮內環境，是極好的控制組。
- 第二，這個手術是第一次嘗試將一名完全正常的男性孩童徹底改造成為一名女性。

曼尼博士強迫這對孿生兄弟擺出各種性姿勢，包括「攻受」。事後，大衛沉痛地回憶這段過去，並表示他曾經被要求趴著，讓布萊恩以後背體位的形式用胯下撞擊「布蘭達」的臀部，還被迫擺出諸如「正常體位」（missionary position）等，並進行攝影，或是要求這對兄弟脫光衣服進行「生殖器檢查」。曼尼博士相信這種幼童期的「媾交預演」（sexual rehearsal play）可以建立一個「健康的性別認同」。此後數年，曼尼將利馬的案例以「約翰/瓊案例」（John/Joan case）之名發表，並將他描述成一件相當成功的性別改造案例，這個案例被用以支持「性別重塑可以在非陰陽人的正常人身上實施」的說法。曼尼寫到：「這個小孩的行為完全就是一個活潑好動的小女孩，明顯地和他孿生弟弟的男孩子氣迥然不同。但根據曾在曼尼實驗室的學生的說法，在發表這篇文章之後，曼尼每年僅訪視利馬家一次，而利馬家也對實驗室謊稱實驗的成功。
他的孿生弟弟布萊恩後來罹患了精神分裂症。大衛從22個月大到他的青年期，都是由當時手術開於腹部的開口排尿，並且服用雌激素以促進胸部發育。後來，曼尼強迫他的家人必須讓其接受安裝人工陰道的手術，利馬家庭斷絕了與曼尼博士的聯繫。大衛·利馬（布蘭達）認為曼尼博士給的建議並不是治療，相反地，是一種傷害。在失去與利馬家族的聯絡之後，曼尼並沒有發表任何有關這個案例的進一步研究，也從來沒有承認這個實驗是失敗的。二十年後，大衛與約翰·科拉平托寫下了對於曼尼博士的控訴－當他以「布蘭達」的身分生活時，「她」並不覺得自己是個女孩。她被同儕孤立和霸凌。「她」不喜歡褶邊的洋裝，或是試圖讓她變得像個女孩的雌性激素。在她13歲時，「布蘭達」開始萌生自殺的念頭，並告訴父母如果再讓他見到曼尼，他可能會選擇自殺。1980年，利馬夫婦告訴「布蘭達」性別重塑的事實，以及內分泌學家和心理醫生所給予的建議。他们也在同一天告诉了布莱恩关于他的姐姐其实是哥哥的事实真相。
「布蘭達」在14歲開始，決定以一個男兒身生活，並为自己改名「大衛」（David）。1987年，大衛接受了回復性別的手術，包括注射睪固酮、乳房切除術以及兩次的陰莖重建手術。1990年9月22日，大卫與珍·芳婷（Jane Fontaine）結婚，並成為妻子三名兒女的繼父。
後來，性學家米爾頓·戴蒙說服大衛將自己的情況公諸於世，以阻止其他醫生繼續對其他幼童進行性別重塑的手術。1997年，他將自己的故事告訴了戴蒙，並引起了國際間的重視。12月，大衛的故事由約翰·科拉平托發表於《滾石雜誌》。並在《性別天生》（As Nature Made Him: The Boy Who Was Raised as a Girl）一書中更詳細的說明此一事件。

## 自殺身亡
大衛生命中的最後幾年，面臨了多重的衝擊和壓力。除了與父母溝通上一直以來的問題和失業之外，2002年7月1日，布萊恩因服用過多抗憂鬱劑而死；2004年5月2日，他的妻子珍告訴他希望可以分居。
就這樣，在2004年5月4日，大衛開車到一家雜貨店的停車場，以一把削短型獵槍轟擊自己的頭部而死，享年38歲。

## 身後的討論
在這個案例被提出之前，性學的兩大派爭論不休：一個是相信性別差異是天生決定的「先天說」，另一派則是相信性別差異是由社會學習所構成的「後天說」。
在曼尼提出這個案例的後三十年，性別重塑被認定是可行的。而「後天說」的論點似乎獲得了完全的勝利，性別觀念的可塑性成為學術界的主流觀點，並使成千上万名孩童因為父母意願而進行性別重塑。
但事後大衛提出的反駁又扭轉了學界的想法，以及對於生物性別的認識。在之前，倘如男童罹患了短小陰莖症，父母可能會選擇將他改造為女童。但之後，醫界不再建議實施性別重塑的手術。
柯拉平托的書描述了大衛在童年治療的不快樂回憶，暗示曼尼刻意忽略或隱藏本次實驗的結果並不如預期。曼尼的擁護者則辯說有些敘述是導因於大衛可能罹患了偽記憶症候群，並且責怪大衛父母對於研究者不誠實。
朱迪斯·巴特勒在2004年出版的書《Undoing Gender》也有記錄這個案例，這本書是專門檢驗以往跨性人接受治療後的狀況，並加以檢查。大衛的這個案例後來在《性．別惑亂：女性主義與身分顛覆》一書中，被用來印證巴特勒最初發展出來有關展演性的理論。

## 大眾文化
- 在影集《醫門英傑》第六季「男生變女生」（Boys Will Be Girls，2000）一集中，就是以大衛的生活做為故事背景，並且提到孩童應有決定他們性別的權利，父母無權替孩童做進行性別重塑手術的決定[11]。
- 影集《法律與秩序：特殊受害者》第六季「Identity」，是以大衛和布萊恩的互動，以及曼尼的治療做為故事背景[11]。
- BBC紀錄片《地平線》有兩集是以大衛的故事為背景：「變成女孩的男孩」（The Boy who was Turned into a Girl，2000），以及「曼尼博士以及失去陰莖的男孩」（Dr. Money And The Boy With No Penis，2004）[1][12][13]

## 延伸阅读
Colapinto, John. . Slate. 2004  [13 February 2009]. （原始内容存档于2013-04-27）.
Money, John; Ehrhardt, Anke A. . Baltimore, Maryland: Johns Hopkins University Press. 1972.
Money, John; Tucker, Patricia. . Boston: Little, Brown and Company. 1975.
Preves, Sharon E. . Signs. 2002, 27 (2): 523–556. ISSN 1545-6943. JSTOR 3175791. doi:10.1086/495696.

## 外部連結
- 曼尼博士以及失去陰莖的男孩（Dr. Money And The Boy With No Penis）（页面存档备份，存于）
- . NOVA (TV series). 2001-10-30  [2013-12-28]. （原始内容存档于2020-12-31）.
- 在Find a Grave上的大衛·利馬
- 《性别天生》全书，作者约翰•科拉平托[]

- 大卫•利马的故事 （页面存档备份，存于）